# Dominique David
Pour les articles homonymes, voir Dominique David (homonymie) et David.
 (mai 2010).
Si vous disposez d'ouvrages ou d'articles de référence ou si vous connaissez des sites web de qualité traitant du thème abordé ici, merci de compléter l'article en donnant les références utiles à sa vérifiabilité et en les liant à la section « Notes et références ».
Dominique David, né le 18 décembre 1949, est directeur exécutif de l’Institut français des relations internationales (IFRI) dont il a également été le responsable des études sur les questions de sécurité. Il est entre 2002 et 2015 le rédacteur en chef de la revue Politique étrangère puis co-rédacteur en chef depuis avec Marc Hecker.
Il est professeur à l’École spéciale militaire de Saint-Cyr, où il dirige les enseignements concernant les relations internationales et les questions stratégiques. Il est l’auteur de multiples études sur les questions militaires et de sécurité et enseigne également aux universités de Paris I et de Marne-la-Vallée.

## Cursus
- Licencié en histoire
- Diplômé d'études supérieures de droit public
- Diplômé de l'Institut d'études politiques de Paris
- Enseignant et chercheur en statistique (en 1991)
- Membre du Conseil scientifique de la Défense depuis 1998.

## Domaines d'expertise
Questions stratégiques et militaires, en particulier celles qui concernent le continent européen et la France.

## Publications
- La Politique de défense de la France, FEDN-La Documentation Française, Paris, 1989
- Conflits, puissances et stratégies en Europe - Le dégel d’un continent, Bruylant, Bruxelles, 1992
- Est-Ouest : 1945-1990, Publisud, Paris, 1992
- Sécurité : l’après New-York, Presses de Sciences Po, Paris, 2002